# Melanagromyza crotonis
Melanagromyza crotonis este o specie de muște din genul Melanagromyza, familia Agromyzidae, descrisă de Frost în anul 1936. Conform Catalogue of Life specia Melanagromyza crotonis nu are subspecii cunoscute.